# 大韓國民航空

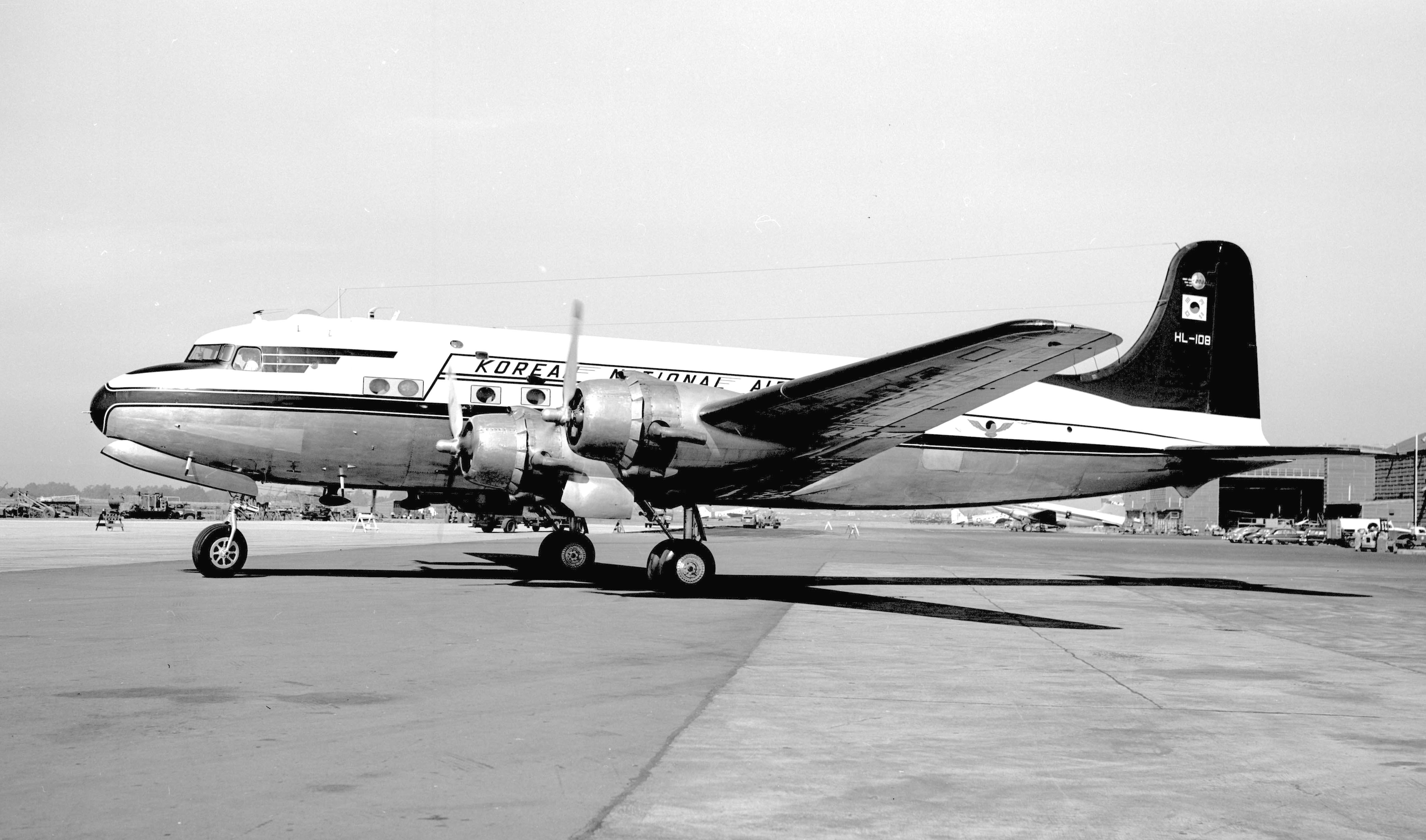
大韓國民航空的DC-4

大韓國民航空（韩语：／ Daehan Gungmin Hanggong */?）是韓國首家航空公司，成立於1948年，是一家私營企業，主要營運區域航線。在1961年末，許多韓國工業，包括運輸業都進行國有化，以刺激國家經營，但大韓國民航空的創立人卻與政府對抗。可是，已經國有化的韓國銀行拒絕向大韓國民航空借款，使不肯向政府低頭的大韓國民航空因負債而結業，其業務在1962年由政府接管，改組成大韓航空。

## 機隊
- 3架DC-3